# Ricardo Canales
Ricardo Canales (ur. 30 maja 1982 w La Ceibie) – honduraski piłkarz występujący na pozycji bramkarza. Obecnie gra w Victorii La Ceiba.

## Kariera klubowa
Ricardo Canales zawodową karierę rozpoczął w 2001 w klubie Victoria ze swojego rodzinnego miasta La Ceiba. Grał w nim przez 5 lat, po czym latem 2006 odszedł do Motagui Tegucigalpa. W nowym klubie o miejsce w składzie przyszło mu rywalizować między innymi z Donaldo Moralesem. Razem z Motaguą Canales w debiutanckim sezonie zdobył podczas turnieju otwarcia mistrzostwo Hondurasu. W 2007 zwyciężył natomiast ze swoją drużyną w rozgrywkach Copa Interclubes UNCAF. W 2010 wrócił do Victorii.

## Kariera reprezentacyjna
W reprezentacji Hondurasu Canales zadebiutował w 2009. W tym samym roku razem z drużyną narodową dotarł do półfinału Złotego Pucharu CONCACAF. Na turnieju wspólnie z Johnym Boddenem pełnił rolę rezerwowego, bowiem podstawowym bramkarzem był Donis Escober. W maju 2010 Reinaldo Rueda powołał Canalesa do kadry na Mistrzostwa Świata w RPA.